# 1987年香港股災
1987年香港股災是1987年10月期間，由紐約華爾街引發的全球股災，導致香港股市下跌的事件，恆生指數在這次股災一共跌了四成。
1984年中英簽署中英聯合聲明後，香港的政治前景轉趨穩定，樓市及股市在1985年至1987年中節節上升。但1987年10月16日星期五，紐約道瓊斯工業平均指數突然大幅下跌，亞洲股市在隨後的星期一（10月19日）出現恐慌性拋售，這次環球大跌市被稱爲「黑色星期一」，香港恆生指數在當日下跌超過400點。
在此情況下，當時的香港聯合交易所主席李福兆，在獲得當時財政司同意下，宣佈香港股市停市4天，至10月26日重新開市。這是全球主要股票市場之中唯一實施停市，可是在10月26日復市當日，恆生指數再下跌超過1100點，而股災亦促成證監會之成立。

## 歷史
自香港九七問題塵埃落定，股市樓市回穩，尤其是中國政府為防香港政府在1997年前大量出售及發展土地，中方在1984年的聯合聲明限定港府每年供應土地不多於五十公頃，使各財團意識到土地資源買少見少，由於土地拍賣的價格上升，也導致買地成本的上漲，地產商於是尋找獲取大量土地的其他途徑，而最直接的爭奪方法便是收購持有土地的上市公司。除李嘉誠收購香港電燈外，船王包玉剛再下一城，吞併四大洋行之一的會德豐；市場更出現惡意狙擊收購戰。股市由1984年底1200.38點起步，上升至1987年10月1日3949.73點，不足三年上升2.3倍。

### 新發財取代舊世家

#### 鯨吞會德豐
會德豐原本華商張祝珊後人張玉良及猶太世家馬登家族為兩大主要股東，兩家多年來每多爭執，本已貌合神離，由於看淡香港前景，兩者均有退股之意。1985年2月14日下午會德豐突然停牌，宣佈新加坡富商邱德拔已由馬登家族手上收購13.5%投票權的股票，同時提出以A股$6B股$0.6（A股面值相當於B股10倍，但具有相同的投票權）全面收購建議。張玉良認為被馬登出賣，故將股權轉讓予包玉剛，並要求完全控制會德豐，不容對手反收購。2月16日，包玉剛屬下九龍倉宣佈以A股$6.6B股$0.66全面收購會德豐，並聲稱直接間接持有34%投票權的會德豐股票。2月19日邱德拔將收購價提高至A股$7B股$0.7。由於聯合企業持有會德豐6.8%，2月25日包玉剛宣佈以$11收購聯合企業，2月26日宣佈提高收購價至A股$7.5B股$0.75。3月15日，包玉剛已持有超過50%的會德豐投票權，同日邱德拔宣佈接受包玉剛收購建議。由於包玉剛奪會德豐及其屬下七間上市公司，成為擁有最多上市公司的財團之一。

#### 股壇狙擊手
劉鑾雄自愛美高上市後，由製造電風扇漸轉型為金融及物業投資，1985年11月狙擊莊氏家族能達科技，後由原股東高價回購，略有所獲；1986年2月由馮秉芬及李福樹兩大世家持有的華人置業及屬下中華娛樂發生內閧，雙方發生爭奪戰，劉氏後來居上，5月奪得控股權；同年7月劉氏企圖染指李兆基屬下恆基地產持有的中華煤氣，吸引大股東高價增持，12月以高價拋售獲利。李福兆將手上持有東亞銀行售予劉氏，市傳為下一個狙擊目標，股價被搶高，劉氏高價套現而去。1987年3月劉氏聯同麗新集團狙擊嘉道理家族的大酒店，7月由第三者高價接手劉氏手上股份，不單獲利甚豐，並僥倖減低三個月後股災帶來的損失。

### 股市大躍進

#### 四會合一
自1975年政府提出四家交易所合併的構想，1980年香港聯合交易所有限公司註冊成立，用意是取代四會地位，1986年3月27日四家交易所宣佈結束營業，4月2日香港聯合交易所正式開業運作，並於同年10月由時任港督尤德爵士主持揭幕式。聯交所的開業吸引了海外資金及經紀、投資銀行等，華洋之間的實力本已逆轉，但交易所仍舊由以李福兆為首的華人主導，外資最終以1987年股災停市發難。

#### 指數期貨
早在1976年由金王胡漢輝成立「香港商品交易所有限公司」（The Hong Kong Commodities Exchange Limited），引入商品期貨交易，提供棉花、黃豆、黃金、原糖等商品期貨交易。1985年5月改組為「香港期貨交易所有限公司」（Hong Kong Future Exchange Limited），並於5月6日推出恆生指數期貨。
商品實物期貨本不為一般投資者熟悉，何況抽像的指數期貨，因此往往不知期貨市場的實際風險。由於期指長期比現貨高水數十至百多點，吸引外資進行「套戥倉」及「對沖活動」。套戥（arbitrage）即利用期指短暫高水現象，造期指淡倉同時買入相等數量的恆生指數成份股，當高水減小或平水貼水時平期指倉沽成份股。對沖（hedge）即為減低持有成份股的風險，在恆生指數高位及期指高水時造期指倉，由期指的利潤鎖著成份股下跌的風險。由於股票市場及期貨市場是由兩間不同的公司管理，便出現了不協調的現象。
1987年3月4日期指曾經因為下跌超過100點而停板，但股票市場沒有停板或停市制度。由於每張恆生指數期貨按金當時只是$15,000，只要恆生指數下跌超過300點（每點$50），期指按金便全部報廢並要補倉。1987年10月時，未平倉合約超過八萬張，只計按金值已超過12億，面對數以十億計的金融風險，期交所的保證公司股本只有1500萬元，結果在一場突如期來的大跌市中泥足深陷。

#### 超級大供股
1987年9月14日，李嘉誠長江實業集團宣佈有史以來最龐大集資計劃，旗下四間公司：長江實業、和記黃埔、嘉宏國際、香港電燈，共集資103億，抽取市場大量資金，但市場視為信心的表現，約一個月後股災發生，由於供股計劃有不可抗力條款，不可撤回供股計劃，市場驚覺李氏眼光獨到。以後每當大財團出現集資計劃時，往往引起市場對大市見頂的揣測。

### 黑色星期一
1987年9月30日恆生指數期貨創下4021點新高，及後十數天在高位持續徘徊。
10月16日星期五，恆生指數曾下跌超過100點後下午反彈，收市3783.20，下跌45.44點。晚上美國道瓊指數大幅下跌91.55，觸動電腦程式沽盤，引發全球股市連鎖式下跌。
10月19日星期一，恆生指數開市已下跌120點，中午收市下跌235點，全日收市共下跌420.81點，收市報3362.39，各月份期指均下跌超過300點跌停板。晚上美國杜瓊斯指數大幅下跌508點。10月20日清晨，聯交所主席李福兆諮詢了財政司、金融司及證監專員後，宣佈10月20日至23日股市及期市停市四天，以便清理大量未完成交收。
10月26日星期一，恆生指數開市後15分鐘已跌去超過650點，全日下跌1120.7點，跌幅高達33.33%，是有史以來全球最大單日跌幅；期指更下跌1554點，以每點$50計，每張期指虧損$77700，導致很多期指好倉持有者無法履行合約。以八萬張未平倉合約計，共62億，遠超保證公司的承受能力，10月25日政府外匯基金及多家金融機構出資20億挽救保證公司，港府從股票及期貨交易中徵費償還，當日期交所主席湛佑森宣佈辭職。
十月股災後，恆生指數輾轉下跌至12月7日的1876.18，由10月1日3949.73點計，共下跌52.5%。